# Bukovany, Příbram
Bukovany là một làng thuộc huyện Příbram, vùng Středočeský, Cộng hòa Séc.